# Newbarn
Newbarn est un hameau au nord-ouest de Etchinghill qui fait partie de la municipalité de Lyminge dans le Kent.